# Bitomus grangeri
Bitomus grangeri är en stekelart som först beskrevs av Fischer 1964.  Bitomus grangeri ingår i släktet Bitomus och familjen bracksteklar. Inga underarter finns listade.